# Institut Cèltic de Bretanya
Institut Cèltic de Bretanya (bretó Framm Keltiek Breizh), fou un institut cultural especialitzat en estudis cèltics, creat el 20 d'octubre de 1941 per Leo Weisgerber, sota l'autoritat de Werner Best, cap de la Sipo i de la SD a la França ocupada. En fou nomenat director Roparz Hemon, després de la Semaine Celtique celebrada a Rennes. Estava a càrrec d'un comitè de nou membres, que gaudien d'una autonomia substancial:
- Arzel Even
- l'arquitecte malouí Hémar
- Yann Fouéré alias Yann Kerberio
- Goinard
- Guerchet
- Florian Le Roy, periodista i escriptor, secretari-tresorer de l'Acadèmia de Bretanya
- el comerciant marítim Mocaër de Carentec
- l'escriptor nantès Bernard Roy
- Gustave-Georges Toudouze

Els dies 14, 15, 16 i 17 de maig de 1942 es va celebrar a Nantes el primer congrés de l'Institut Cèltic, amb el suport de 300 personalitats bretones, en el qual el discurs de Roparz Hemon posa l'institut en el marc de la Nova Europa.

## Estatuts
Es va elaborar un primer programa l'any 1941, que abasta tres punts:
- Encoratjar i organitzar els estudis pertinents sobre la vida del poble bretó
- Iniciar i desenvolupar totes les manifestacions específiques per al geni del poble bretó sense cap tipus d'acció política
- Donar suport a la influència de la llengua i la cultura bretona (en aquest últim punt, Olier Mordrel encarregà Hemon la creació de dues seccions, una bretona i l'altra francesa.[3]

Els seus estatuts indiquen que l'objectiu és "ajudar al renaixement de Bretanya en l'àmbit cultural i tecnològic, al marge de qualsevol posició política i religiosa, per sobre de les disputes personals ...." Roparz Hemon, en un text publicat al primer exemplar dels Arxius de l'Institut Cèltic de Bretanya en maig de 1942 per Skridou Breizh, resumeix la idea prevista: "recollir i coordinar totes les nostres forces intel·lectuals per a preparar la resurrecció de la província de Bretanya ". Tanmateix, en les seves activitats reals, l'Institut treballa principalment en projectes que semblessin importants per a l'ocupant. Alhora, va aconseguir borses d'estudis a Alemanya per a alguns estudiants bretonss.

## Membres
Hi formaren part François Debeauvais, Roger Hervé (Història), René-Yves Creston (Arts), Jean Trécan, Morvan Marchal (arquitectura), Jean Poupinot, Youenn Drezen, Jean Merrien, François Eliès dit Abeozen, Gwilherm Berthou Kerverziou, Yann Bricler, Adolphe Piriou (música), Raymond Tassel, Georges Arnoux, Louis Aubert, Jef Le Penven, André Vallé i Jean Langlet. L'institut aplegà els membres de Seiz Breur i diverses personalitats de la vida bretona (com el Gorsedd bretó). Publicà 3 quaderns de 1942 a 1944.